# Елга (приток Дёмы)
Елга (баш. Йылға) — река в России, протекает по Альшеевскому району Башкортостана. Правый приток реки Дёма.
Длина реки — 16 км. Вытекает из озера в селе Абдрашитово (высота над уровнем моря — 223 м). Течёт на юго-запад. Впадает в Дёму у юго-восточной окраины села Кипчак-Аскарово, в 248 км от устья Дёмы.
В средней части на реке расположена деревня Баландино.

## Данные водного реестра
По данным государственного водного реестра России относится к Камскому бассейновому округу, водохозяйственный участок реки — Дёмы от истока до водомерного поста у деревни Бочкарёвка, речной подбассейн реки — Белая. Речной бассейн реки — Кама.
Код объекта в государственном водном реестре — 10010201312211100024776.